# Clara Schumann
Clara Schumann, nascida Clara Josephine Wieck (Leipzig, Saxônia, 13 de setembro de 1819 – Frankfurt am Main, 20 de maio de 1896) foi uma pianista e compositora romântica alemã. Era casada com o também compositor Robert Schumann.
Desde muito jovem, aprendeu a técnica do piano com seu pai, Friedrich Wieck. A mãe, Marianne, era uma excelente musicista e dava concertos. Quando Clara tinha 4 anos, os pais se divorciaram, e posteriormente Friedrich ganhou a custódia da menina. Aos 5, Clara começou a ter lições de piano mediante a disciplina rígida do pai. A partir dos 13 anos desenvolveu uma brilhante carreira pianística, apresentando-se em vários palcos pela Europa.

## História
Destacou-se não só por isso, mas também pela performance de compositores românticos da época, como Chopin e Carl Maria Von Weber.
Na adolescência iniciou um romance com Robert Schumann que na época era aluno de seu pai. Ao tomar conhecimento da ligação de Robert e Clara, Wieck ficou furioso, pois Robert tinha problemas com a bebida, o fumo e crises depressivas. Preocupado com o futuro da filha, proibiu a relação. A consequência foi uma longa batalha judicial, em que, após um ano de litígio, Schumann conseguiu a permissão para desposar Clara, após ela completar 21 anos.
Depois do casamento, Clara e Robert começaram uma longa colaboração, ele compondo e ela interpretando e divulgando suas composições. Clara continuou a compor, mas a vida em comum era complicada, pois ela foi forçada a parar a carreira por diversos períodos, devido às 8 gestações e, apesar de Schumann aparentemente encorajar sua criação musical, ela abdicou muitas vezes de sua carreira como compositora para promover a do marido. A situação era agravada por várias diferenças entre o casal: Clara adorava turnês, Robert as odiava; ele precisava de silêncio e tranquilidade para praticar, o que significa que Clara ficava em segundo plano, pois somente após os estudos do marido ela poderia ter suas horas de estudo.
Outro problema eram as constantes crises nervosas do marido, que fizeram Clara assumir as responsabilidades familiares sozinha. A pior crise de sua vida aconteceu quando Schumann entrou em depressão crônica, o que obrigou a família a interná-lo num manicômio, onde ficou por dois anos, até sua morte. Após 14 anos de casamento, Clara ficou sozinha com os filhos, tendo que dar aulas e apresentações para sustentar a família.
A partir daí, ela ficou livre para compor e dar concertos, e sua carreira finalmente se desenvolveu. A amizade com Johannes Brahms foi o principal sustentáculo nesse período, o que deu margem a fofocas de que os dois teriam um romance. Foram anos de colaboração mútua, já que os dois artistas eram defensores ferrenhos da estética romântica ligada a um padrão mais formal, e opositores de Wagner e Liszt. A amizade durou até o final da vida de Clara.
Ao mesmo tempo, Clara trabalhou intensamente na divulgação da obra do marido que perdera, e toda vez que se apresentava, fazia-o vestida de preto, por ser viúva.
Durante certo período, Clara sofreu de uma síndrome de dor crônica, atribuída aos excessos de treinos na tentativa de executar as obras orquestrais de Brahms. O tratamento multimodal realizado à época foi bem-sucedido e Clara pode continuar sua carreira. Os últimos anos da compositora foram marcados por uma brilhante atuação como professora e concertista.
Foi sepultada no Alter Friedhof Bonn. No dia de seu 193º aniversário, o Google promoveu um logotipo especial na sua página inicial.

## Algumas Obras
Para piano
- As quatro polonesas, Op. 1 (1828-30)
- Études (década de 1830)
- Valses romantiques, Op. 4 (1833-35)
- Quatro peças características, Op. 5 (1835-6)
- Soirées musicales, Op. 6 (1835-6)
- Scherzo em Dó menor, Op. 14 (1845)
- Quatre pièces fugitives, Op. 15 (1845)

Para Orquestra
- Concerto para piano em lá menor, Op. 7 (1835-6)
- Scherzo para orquestra (1830-31, perdido)

Obras de Câmara
- Piano Trio em Sol menor, Op. 17 (1846)

Lieder
- Volkslied (1840
- Die gute Nacht, die ich dir sage (1841)
- Gedichte aus Rückert's Liebesfrühling Op. 12 (1841)
- Lorelei, a partir de um poema de Heine (1843)
- Oh weh des Scheidens, das er tat (1843)
- Mein Stern (1846)
- Das Veilchen, a partir de um poema de Goethe (1853)